# 陸上自衛隊システム通信・サイバー学校

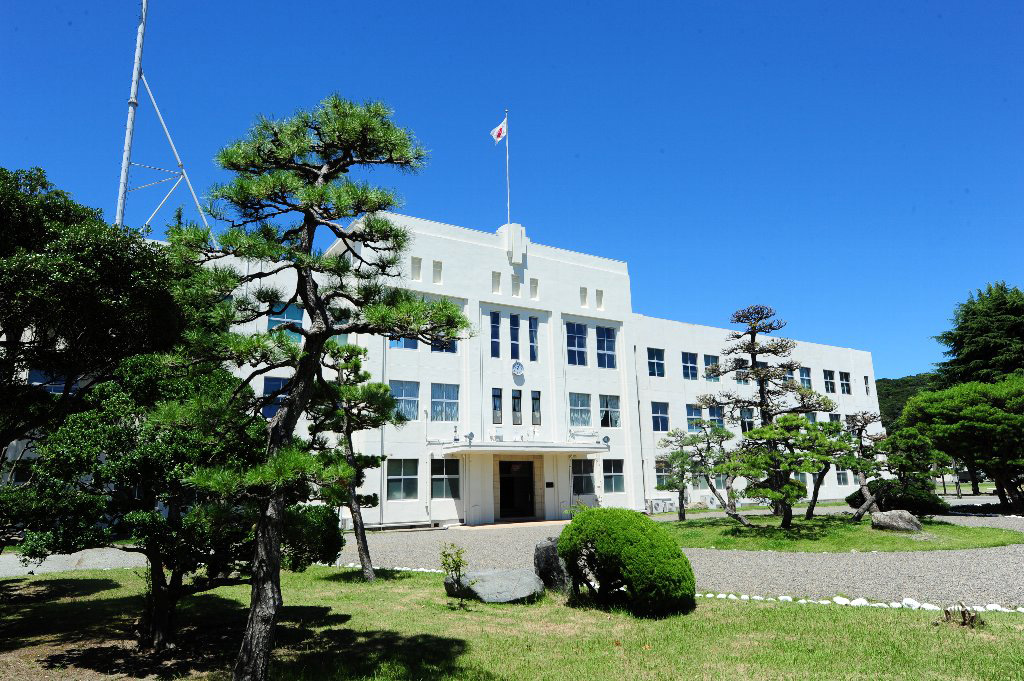
陸上自衛隊通信学校本部庁舎

陸上自衛隊システム通信・サイバー学校（りくじょうじえいたいしすてむつうしん・さいばーがっこう、JGSDF System & Signal/Cyber School）は、陸上自衛隊久里浜駐屯地（神奈川県横須賀市）に所在する防衛大臣直轄の機関（学校）のひとつである。

## 概要
学校長は陸将補（二）が充てられ、システム通信・サイバーに関して、システム通信科の職務遂行に必要な知識や技能を修得させるための教育訓練を担任する。併せてシステム通信科部隊の運用に関する調査・研究を行っている。
2019年（令和元年）度から陸・海・空3自衛隊共通の「サイバー教育」を実施しており、サイバー教育に関しては第2教育部の「システム防護教育」と「高度サイバー基礎集合教育」の2つがある。
久里浜駐屯地は警察予備隊時代から続く陸上自衛隊最古の歴史を持ち、1939年（昭和14年）に旧日本海軍の通信学校が置かれ、学校本館など現在も当時の建物を使用している。

## 沿革
警察予備隊総隊学校第3部
- 1951年（昭和26年） 
  - 5月14日：警察予備隊総隊学校第3部（通信）が久里浜駐屯地に発足。
  - 5月22日：総隊学校第3部（通信）に第1期生が入校。

保安隊通信学校
- 1952年（昭和27年）10月15日：総隊学校第3部（久里浜駐屯地）を改編し、保安隊通信学校として久里浜駐屯地に創設。

　※編成（学校本部、人事・調査・訓練・管理の4課、教材室、教育部、研究部）
- 1953年（昭和28年）
  - 5月19日：通信学校学生隊を編成。
  - 9月1日：久里浜駐屯地業務隊が発足。

陸上自衛隊通信学校
- 1954年（昭和29年）
  - 7月1日：保安隊通信学校（久里浜駐屯地）を陸上自衛隊通信学校に改称。
  - 9月10日：総務部および総務部警備課を廃止。第306診療隊を隷属。

※編成（総務課、管理課、教育部、研究部、別科）
- 1955年（昭和30年）
  - 3月31日：教育部に通信生徒隊を編成。
  - 7月11日：陸上自衛隊衛生学校から駐屯地司令職務を移管。
- 1956年（昭和31年）
  - 1月25日：通信教育隊が久里浜駐屯地に編成完結。
  - 7月1日：学校付隊を編成。
- 1957年（昭和32年）1月17日：通信教育隊（久里浜駐屯地）を改編し、臨時教導隊を編成。
- 1958年（昭和33年）
  - 4月8日：企画室を新設。
  - 6月25日：臨時教導隊を廃止し、通信教導隊が久里浜駐屯地において編成完結。
- 1959年（昭和34年）8月13日：組織改編

1. 久里浜駐屯地業務隊、第306診療隊を廃止。学校付隊を解散。
2. 総務部を設置、教育部の学生課を廃止し、総務部に学生科を設置。
3. 体育科を体育教育課と改称。
4. 臨時生徒教育隊が編成完結。

※編成（企画室・総務部・教育部・研究部・体育教育課・通信教導隊）
- 1960年（昭和35年）8月12日：臨時特別通信隊が久里浜駐屯地において編成完結。学校長に隷属。
- 1961年（昭和36年）8月17日：組織改編

1. 教育部を教育第1部に改称。教育第2部を新設。
2. 教育部教務課を総務部に編入。体育教育課は自衛隊体育学校として朝霞駐屯地へ移駐。

- 1968年（昭和43年）3月1日：臨時特別通信隊は隷属を離れ、通信標定隊（のちの第1電子隊）として編成完結。
- 2002年（平成14年）3月27日：東部方面後方支援隊通信教育直接支援中隊の新編に伴い、整備課を廃止。
- 2017年（平成29年）4月8日：通信教導隊において自衛官候補生課程（女子）の教育を開始（女性自衛官教育隊の一部の教育要員を派遣）[3]。
- 2021年（令和03年）3月29日：第2教育部情報処理教官室を「サイバー教官室」に改編[4]。

陸上自衛隊システム通信・サイバー学校
- 2024年（令和06年）3月21日：陸上自衛隊システム通信・サイバー学校に改編[5][6]。サイバー教育部を設置[7]

## 組織編成
- 企画室
- 総務部
  - 総務課
  - 厚生課
  - 管理課「通校」
  - 教材課
  - 会計課
  - 衛生課
- 第1教育部：幹部部隊運用（FOC、AOC、BOC）・初級陸曹特技教育
  - 教務課
- 第2教育部：指揮装置・レーダ整備および電子・電算機教育
  - 教務課
- サイバー教育部：サイバーに関する教育
  - 教務課
- 研究部：部隊運用・教育に関する研究・調査
- 通信教導隊：システム通信・サイバー学校入校学生に対する教育支援・自衛官候補生課程（女子）の教育

## 整備支援部隊
- 東部方面後方支援隊通信教育直接支援中隊「通教直支」（久里浜駐屯地）：2002年（平成14年）3月27日から

## 主要幹部
| 官職名                                                     | 階級    | 氏名     | 補職発令日     | 前職                                          |
| ---------------------------------------------------------- | ------- | -------- | -------------- | --------------------------------------------- |
| 陸上自衛隊システム通信・サイバー学校長 兼 久里浜駐屯地司令 | 陸将補  | 青木圭   | 2025年08月01日 | システム通信団長                              |
| 副校長 兼 企画室長                                         | 1等陸佐 | 井上勝   | 2024年03月21日 | 陸上自衛隊通信学校副校長 兼 企画室長          |
| 総務部長                                                   | 1等陸佐 | 𠮷元勇人 | 2024年03月21日 | 陸上自衛隊通信学校総務部長                    |
| 第1教育部長                                                | 1等陸佐 | 兼子孝人 | 2024年03月21日 | 陸上自衛隊通信学校第1教育部長                 |
| 第2教育部長                                                | 1等陸佐 | 工藤一成 | 2024年12月20日 | 陸上自衛隊北海道補給処整備部長                |
| サイバー教育部長                                           | 1等陸佐 | 竹永竜也 | 2025年03月24日 | 陸上自衛隊教育訓練研究本部 主任研究開発官     |
| 研究部長                                                   | 1等陸佐 | 沖賢治   | 2025年03月17日 | 陸上幕僚監部装備計画部通信電子課 電子器材班長 |

| 代                                     | 氏名                     | 在職期間               | 出身校・期                         | 前職                                                         | 後職                                                       |
| 陸上自衛隊通信学校長                   | 陸上自衛隊通信学校長     | 陸上自衛隊通信学校長   | 陸上自衛隊通信学校長               | 陸上自衛隊通信学校長                                         | 陸上自衛隊通信学校長                                       |
| -------------------------------------- | ------------------------ | ---------------------- | ---------------------------------- | ------------------------------------------------------------ | ---------------------------------------------------------- |
| 01                                     | 岡本英男 （1等保安正）   | 1952.10.15 - 1953.8.15 | 東京帝国大学 昭和10年卒            | 警察予備隊総隊学校第3部長                                    | 保安庁技術研究所通信第一課長                               |
| 02                                     | 平岡輿一郎 （1等保安正） | 1953.8.16 - 1956.8.15  | 陸士41期・ 陸大51期                | 第一幕僚監部通信課勤務                                       | 陸上幕僚監部通信課長                                       |
| 03                                     | 櫻義雄                   | 1956.8.16 - 1957.8.11  | 海兵52期                           | 西部方面副総監                                               | 北部方面副総監 兼 札幌駐とん地司令                         |
| 04                                     | 椙山一郎 （1等陸佐）     | 1957.8.12 - 1958.7.31  | 陸士43期・ 陸大52期                | 陸上幕僚監部第2部副部長                                      | 陸上自衛隊九州地区補給処副処長                             |
| 05                                     | 久保田茂                 | 1958.8.1 - 1959.7.31   | 陸士44期・ 陸大51期                | 陸上幕僚監部第1部副部長                                      | 陸上幕僚監部第5部副部長                                    |
| 06                                     | 中原正行 （1等陸佐）     | 1959.8.1 - 1961.7.31   | 陸士41期                           | 固定通信群長                                                 | 通信団本部付 →1961.11.26 停年退官（陸将補昇任）            |
| 07                                     | 徳永八郎 （1等陸佐）     | 1961.8.1 - 1963.3.15   | 陸士43期・ 陸大53期                | 第1普通科連隊長                                              | 陸上幕僚監部付 →1963.4.28 停年退官（陸将補昇任）           |
| 08                                     | 中山忠雄                 | 1963.3.16 - 1965.3.15  | 陸士43期・ 陸大51期                | 第3教育団長 兼 別府駐とん地司令                              | 陸上幕僚監部付 →1965.7.1 退職                              |
| 09                                     | 武田照彦                 | 1965.3.16 - 1967.3.15  | 東北帝国大学 昭和13年卒            | 技術研究本部技術開発官 （陸上担当）付第4班長                 | 陸上幕僚監部付 →1967.6.30 退職                             |
| 10                                     | 日隈次男                 | 1967.3.16 - 1969.3.16  | 陸士48期・ 陸大58期                | 陸上自衛隊通信補給処長 兼 大宮駐とん地司令                   | 退職                                                       |
| 11                                     | 高杉恭自                 | 1969.3.17 - 1970.6.30  | 陸士49期・ 陸大58期                | 防衛研修所副所長 →1969.7.1 陸将昇任                          | 第4師団長                                                  |
| 12                                     | 正寶治平 （陸将）        | 1970.7.1 - 1971.11.9   | 陸士49期・ 陸大59期                | 中部方面総監部幕僚長 兼 伊丹駐とん地司令                     | 死去                                                       |
| 13                                     | 上阪賑一                 | 1971.11.16 - 1973.6.30 | 陸士50期・ 陸大59期                | 通信団長 →1972.7.1 陸将昇任                                  | 退職                                                       |
| 14                                     | 塚本勝一 （陸将）        | 1973.7.1 - 1974.6.30   | 陸士54期・ 陸大60期                | 陸上幕僚監部第2部長                                          | 陸上幕僚副長                                               |
| 15                                     | 吉松秀信                 | 1974.7.1 - 1977.3.15   | 陸士54期                           | 中部方面総監部幕僚長 兼 伊丹駐とん地司令 →1975.1.1 陸将昇任  | 陸上幕僚監部付 →1977.4.1 退職                              |
| 16                                     | 大辻隆三                 | 1977.3.16 - 1978.11.30 | 陸士56期                           | 陸上幕僚監部監察官                                           | 退職                                                       |
| 17                                     | 小林有一 （陸将）        | 1978.12.1 - 1980.2.11  | 陸士58期                           | 北部方面総監部幕僚長 兼 札幌駐とん地司令                     | 第5師団長                                                  |
| 18                                     | 松浦昇                   | 1980.2.12 - 1981.5.31  | 陸士60期                           | 北部方面総監部幕僚長 兼 札幌駐とん地司令 →1980.3.17 陸将昇任 | 第9師団長                                                  |
| 19                                     | 中江正夫 （陸将）        | 1981.6.1 - 1982.6.30   | 陸航士59期                         | 第1教育団長 兼 武山駐とん地司令                              | 退職                                                       |
| 20                                     | 松本米二郎 （陸将）      | 1982.7.1 - 1985.4.30   | 海兵76期・ 三重農専 昭和22年卒     | 陸上自衛隊通信学校副校長 兼 企画室長 →1982.9.1 陸将昇任      | 退職                                                       |
| 21                                     | 岡村敦弘 （陸将）        | 1985.5.1 - 1986.3.15   | 東幼48期・ 広島高等師範 昭和26年卒 | 防衛研修所副所長 →1985.3.8 陸上幕僚監部付                    | 退職                                                       |
| 22                                     | 上田愛彦 （陸将）        | 1986.3.16 - 1987.7.6   | 防大1期                            | 陸上自衛隊通信学校副校長 兼 企画室長                         | 技術研究本部技術開発官 （陸上担当）                        |
| 23                                     | 高橋清 （陸将）          | 1987.7.7 - 1989.3.15   | 防大1期                            | 通信団長                                                     | 陸上幕僚監部付 →1989.4.1 退職                              |
| 24                                     | 青山滋                   | 1989.3.16 - 1992.3.22  | 防大3期                            | 陸上自衛隊北海道補給処副処長                                 | 陸上幕僚監部付 →1992.4.1 退職                              |
| 25                                     | 鈴木善勝                 | 1992.3.23 - 1994.6.30  | 防大6期                            | 第6師団副師団長 兼 神町駐屯地司令                            | 陸上自衛隊九州地区補給処長 兼 目達原駐屯地司令             |
| 26                                     | 中村暁                   | 1994.7.1 - 1996.12.15  | 防大7期                            | 第10師団副師団長 兼 守山駐屯地司令                           | 退職                                                       |
| 27                                     | 重村勝弘                 | 1996.12.16 - 1998.3.25 | 防大10期                           | 通信団長 兼 市ヶ谷駐屯地司令                                 | 陸上自衛隊関東補給処長（初代） 兼 霞ヶ浦駐屯地司令         |
| 28                                     | 渡邊光啓                 | 1998.3.26 - 1999.7.8   | 岐阜大学 昭和42年卒                | 第2混成団長 兼 善通寺駐屯地司令                              | 第11師団長                                                 |
| 29                                     | 佐伯義則                 | 1999.7.9 - 2001.3.26   | 生徒8期・ 防大15期                 | 第5師団副師団長 兼 帯広駐屯地司令                            | 東北方面総監部幕僚長 兼 仙台駐屯地司令                     |
| 30                                     | 鈴木健                   | 2001.3.27 - 2003.3.26  | 防大15期                           | 通信団長                                                     | 陸上自衛隊情報保全隊長（初代）                             |
| 31                                     | 廣田義則                 | 2003.3.27 - 2005.1.11  | 防大17期                           | 自衛隊熊本地方連絡部長                                       | 陸上自衛隊補給統制本部副本部長                             |
| 32                                     | 中村憲一                 | 2005.1.12 - 2008.3.25  | 防大18期                           | 通信団長                                                     | 陸上自衛隊九州補給処長 兼 目達原駐屯地司令                 |
| 33                                     | 田中達浩                 | 2008.3.26 - 2009.12.7  | 防大19期                           | 第2師団副師団長 兼 旭川駐屯地司令                            | 退職                                                       |
| 34                                     | 時津憲彦                 | 2009.12.7 - 2012.3.30  | 防大23期                           | 通信団長                                                     | 退職                                                       |
| 35                                     | 小林英彦                 | 2012.3.30 - 2013.8.22  | 金沢大学 昭和54年卒                | 通信団長                                                     | 退職                                                       |
| 36                                     | 成田千春                 | 2013.8.22 - 2015.8.4   | 防大25期                           | 通信団長                                                     | 退職                                                       |
| 37                                     | 西川公康                 | 2015.8.4 - 2016.7.1    | 防大26期                           | 通信団長                                                     | 退職                                                       |
| 38                                     | 滝口龍治                 | 2016.7.1 - 2017.8.6    | 防大27期                           | 通信団長                                                     | 退職                                                       |
| 39                                     | 廣惠次郎                 | 2017.8.7 - 2018.7.31   | 防大33期                           | 統合幕僚監部指揮通信システム部長                             | 陸上幕僚監部 指揮通信システム・情報部長                    |
| 40                                     | 田浦尚之                 | 2018.8.1 - 2019.12.19  | 防大37期                           | 陸上幕僚監部指揮通信システム・情報部 指揮通信システム課長    | 統合幕僚監部指揮通信システム部長                           |
| 41                                     | 濵崎芳夫                 | 2019.12.20 - 2023.3.29 | 防大35期                           | 東部方面総監部人事部長                                       | 陸上幕僚監部指揮通信システム・情報部長                     |
| 42                                     | 奈良岡信一               | 2023.3.30 - 2024.3.20  | 防大35期                           | 第6師団副師団長 兼 神町駐屯地司令                            | 陸上自衛隊システム通信・サイバー学校長 兼 久里浜駐屯地司令 |
| 陸上自衛隊システム通信・サイバー学校長 |                          |                        |                                    |                                                              |                                                            |
| 01                                     | 奈良岡信一               | 2024.3.21 - 2025.7.31  | 防大35期                           | 陸上自衛隊通信学校長 兼 久里浜駐屯地司令                     | 陸上自衛隊関西補給処長 兼 宇治駐屯地司令                   |
| 02                                     | 青木圭                   | 2025.8.1 -             | 防大41期                           | システム通信団長                                             |                                                            |